# Melon de Montréal

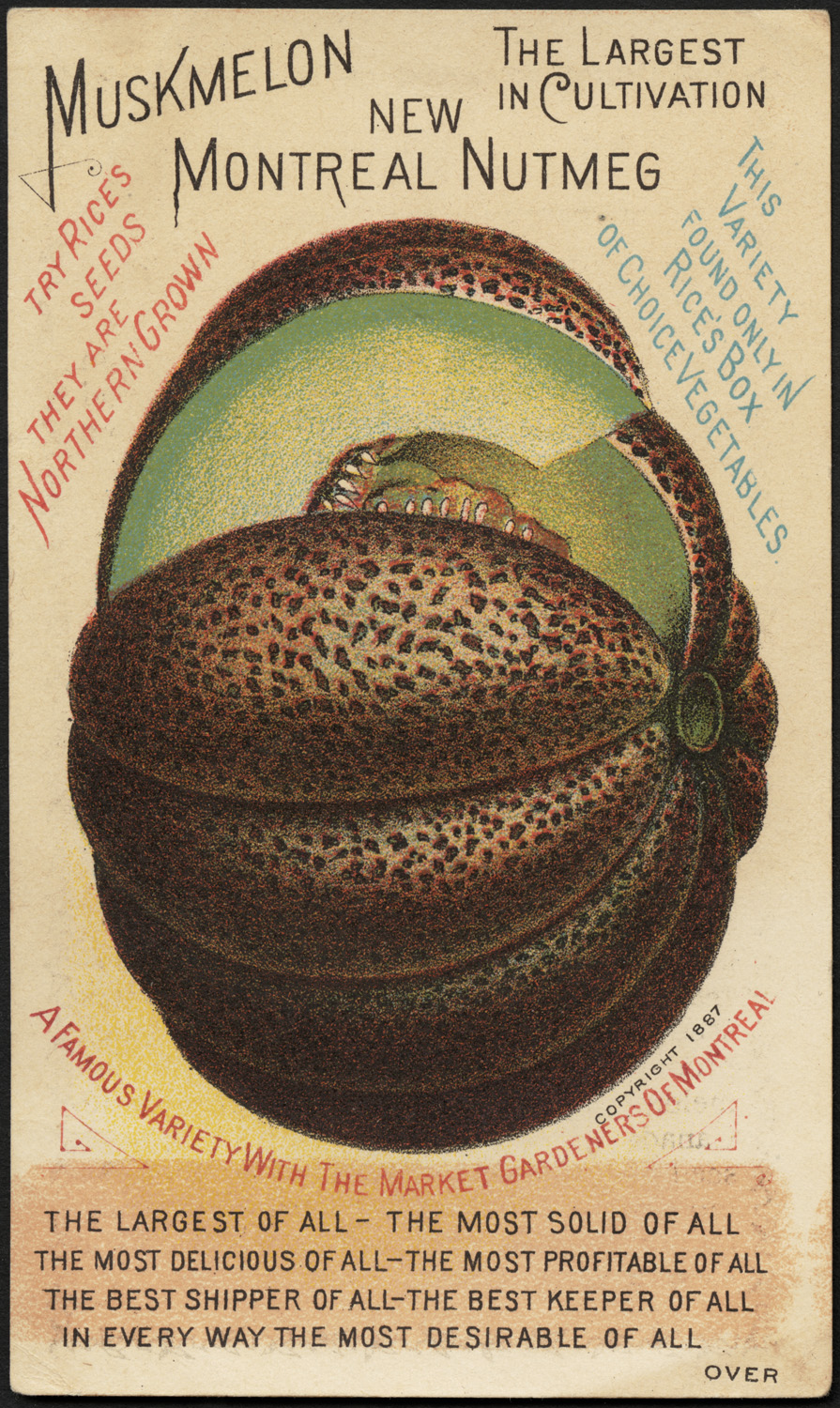
Carte d'affaire de 1887 montrant le Montreal nutmeg melon.

Le melon de Montréal est une variété de melon récemment redécouverte et cultivée dans la région de Montréal.

## Description
Selon une description publiée en 1885 : « Le fruit est de la plus grande taille, les spécimens pesant souvent 20 lbs et plus. La forme de ce melon est presque ronde, aplatie aux deux extrémités, et profondément nervurée, la peau verte est en forme de filet, avec une chair très épaisse et d'une saveur exceptionnelle. » 
Les journaux américains montrent que le melon est également cultivé au Vermont au début du XXe siècle, et a été jugé « extrêmement rentable » pour les agriculteurs.

## Culture

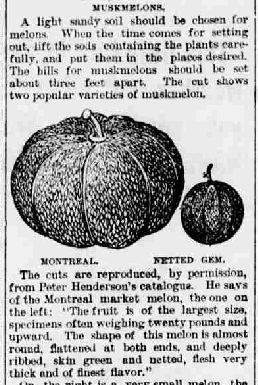
Image du melon d'un journal de 1885.

La région de la présente ville de Mont-Royal était reconnue pour sa culture des melons. «Il s’agissait d’un melon à chair verte et à saveur prononcée, qui pouvait atteindre un poids de 9 à 11 kg. Le melon de Montréal était tellement savoureux qu’on l’exportait à New York, Chicago et Boston, où l’on payait jusqu’à 1,50 $ pour en déguster une tranche en 1921 (ce qui équivaut à près de 22$ en 2019). Cette culture a été abandonnée au fil des ans, en raison de l’urbanisation graduelle du territoire de la municipalité.» 

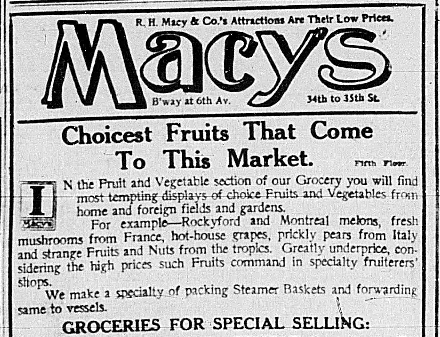
Le melon en vente au Macy's à New York, "un fruit de choix". Annonce de 1907.

Un article du Département de l'Agriculture des États-Unis publié en 1909 explique: « La graine est semée dans une serre ou un foyer à partir de la fin février jusqu'au début avril. Plus tard, les plants sont mis en pots de 3 ou 4 pouces et, quand le temps est favorable, ils sont mis dans des cadres couverts, pour y rester jusqu'à ce qu'ils soient presque entièrement cultivés. Ces foyers sont bien construits, bien exposés au soleil, et également protégés des vents froids. Les cadres sont souvent couverts avec deux ensembles de volets en bois. Avec une telle protection, si du fumier de cheval est utilisé pour générer une chaleur de fond suffisante et les parties exposées de la trame sont mis en réserve avec celle-ci, les plantes peuvent être cultivées presque aussi bien que dans une serre. Ces cadres sont en parties mobiles d'environ 12 par 6. 

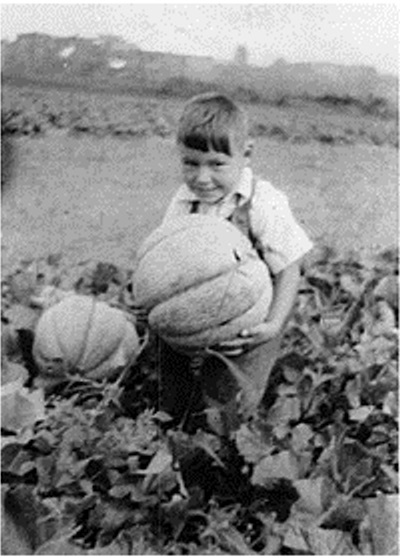
Garçon tenant un melon de Montréal, 1935

Le sol sur lequel ces sections sont définies est strié en lits 12 à 16 pieds de large avec une hauteur centrale de 1 pied. Une tranchée est creusée 2 pieds de large, de 15 à 18 pouces de profondeur, et remplie presque au niveau avec du fumier en fermentation, et une partie de la surface du sol jeté sur elle, un peu plus en cours d'élaboration dans lequel les végétaux doivent être définis. Les cadres sont ensuite mis en place et recouverts de ceintures, qui à leur tour sont encore renforcée avec des nattes et des volets en bois, ou du foin ou de la paille avec ou sans les volets. Un espace de 4 à 6 pieds est permis entre les extrémités de chaque section. Lorsque le sol sur le fumier est bien réchauffé, la partie la plus chaude de quelques jours favorables est sélectionnée pour la plantation. Un grand soin est maintenant exercé à transférer les plantes dans les foyers pour se prémunir contre les revers de brusques changements de conditions de température ou de la terre  Le processus de soins ne cesse pas alors. Il est simplement réparti sur une plus grande surface et les plantes ont besoin de soins encore plus qu'avant, une plus grande attention doit être accordée à l'arrosage, à l'injection, et la ventilation, le succès à ce stade étant très largement tributaire de celle-ci.
Lorsque le fruit atteint sa taille optimale, il est généralement soulevé du sol par un bardeau ou une pierre plate, pour éviter sa perte par fissuration, pourriture, etc. Une forme uniforme, la couleur, la compensation et la maturation sont assurées en tournant le fruit tous les quelques jours. Lorsque les courants occupent  presque toute la zone de culture les cadres sont élevés de quelques centimètres. Quand la saison est avancée, l'aération est augmentée jusqu'à ce que, enfin, lorsque les melons sont presque à maturité, le châssis puis les cadres eux-mêmes sont entièrement supprimés.
Trois ou quatre monticules sont plantés et généralement deux plants sont conservés par butte. Lorsqu'un fruit se développe, on pince la tige où il pousse un ou deux joints au-delà. Une récolte de 15 à 20 melons est considérée comme suffisante pour chaque trame de 6 par 12.
Les melons varient considérablement en taille, le plus gros produit pesant 44 livres (20 kg). L'auteur de cet article en a vu un d'un poids de 22 livres qui avait été sélectionné pour fins de semence. Leur poids moyen varie de 8 à 15 livres, et une dizaine en moyenne de 120 à 130 livres. Dans des cas exceptionnels certains ont été expédiés pesant 240 livres par paquet de douze. Les grands melons ont tendance à être de qualité moindre que ceux pesant 8 à 15 livres. »